# Laspuña (kommunhuvudort)
Laspuña är en kommunhuvudort i Spanien.   Den ligger i provinsen Provincia de Huesca och regionen Aragonien, i den nordöstra delen av landet, 400 km nordost om huvudstaden Madrid. Laspuña ligger 714 meter över havet och antalet invånare är 270.
Terrängen runt Laspuña är bergig åt nordost, men åt sydväst är den kuperad.Runt Laspuña är det mycket glesbefolkat, med 2 invånare per kvadratkilometer. Närmaste större samhälle är Boltaña, 9,6 km sydväst om Laspuña. I omgivningarna runt Laspuña växer i huvudsak blandskog.